# VLT de Pittsburgh
O VLT de Pittsburgh, ou, na sua forma portuguesa, de Pitsburgo, é um sistema de veículo leve sobre trilhos que serve a cidade estadunidense de Pittsburgh.